# Martín Mundaca
Martín Andrés Mundaca Barraza (ur. 8 stycznia 2007 w Ovalle) – chilijski piłkarz występujący na pozycji skrzydłowego, od 2024 roku zawodnik Coquimbo Unido.